# Aphrophoridae
Le sputacchine vere (Aphrophoridae Amyot & Serville, 1843) sono una famiglia cosmopolita di insetti dell'ordine dei Rincoti Omotteri. Costituiscono la seconda famiglia, per numero di specie e rappresentatività, della superfamiglia dei Cercopoidea.

## Descrizione
Gli adulti hanno un corpo dal profilo ovoidale, più o meno oblungo, di piccole dimensioni, in genere di 6-12 mm di lunghezza, con livree poco appariscenti. Sono piuttosto simili a quelli dei Cercopidae, dai quali si distinguono, sostanzialmente, per il capo largo quanto il pronoto, per il margine anteriore del pronoto marcatamente convesso e per il margine posteriore del pronoto conformato a W.
Il capo è metagnato, sormontato in parte dal pronoto convesso e largo quanto questo. L'area frontale è larga e pronunciata ed è carenata trasversalmente. Gli ocelli sono due, situati nel vertice, le antenne sono brevi e filiformi, inserite davanti agli occhi e ai lati della fronte. Gli occhi sono grandi, situati agli estremi laterali del capo.
Il pronoto è largo e convesso, dal profilo irregolarmente esagonale alla vista dorsale. Il margine anteriore è marcatamente convesso o angoloso e si protrae in avanti incuneandosi fra gli occhi. Il margine posteriore ha un profilo a W, rientrando in avanti in corrispondenza del limite con il mesonoto. Il mesonoto è stretto e più corto del pronoto, dal profilo triangolare, incassato fra le tegmine e il pronoto.
Le ali anteriori sono più lunghe dell'addome e sono differenziate in tegmine, con la superficie suddivisa da una sutura in due aree, una interna, parallela al margine anale, detta clavo, una esterna, più ampia, detta corio. In posizione di riposo sono ripiegate a tetto sull'addome. Le zampe posteriori sono saltatorie, presentano tibie relativamente brevi, provviste di uno o due processi spiniformi sul lato esterno e terminanti con un'espansione ornata da una corona di spine.
L'addome delle femmine è provvisto di un ovopositore.

## Stadi giovanili

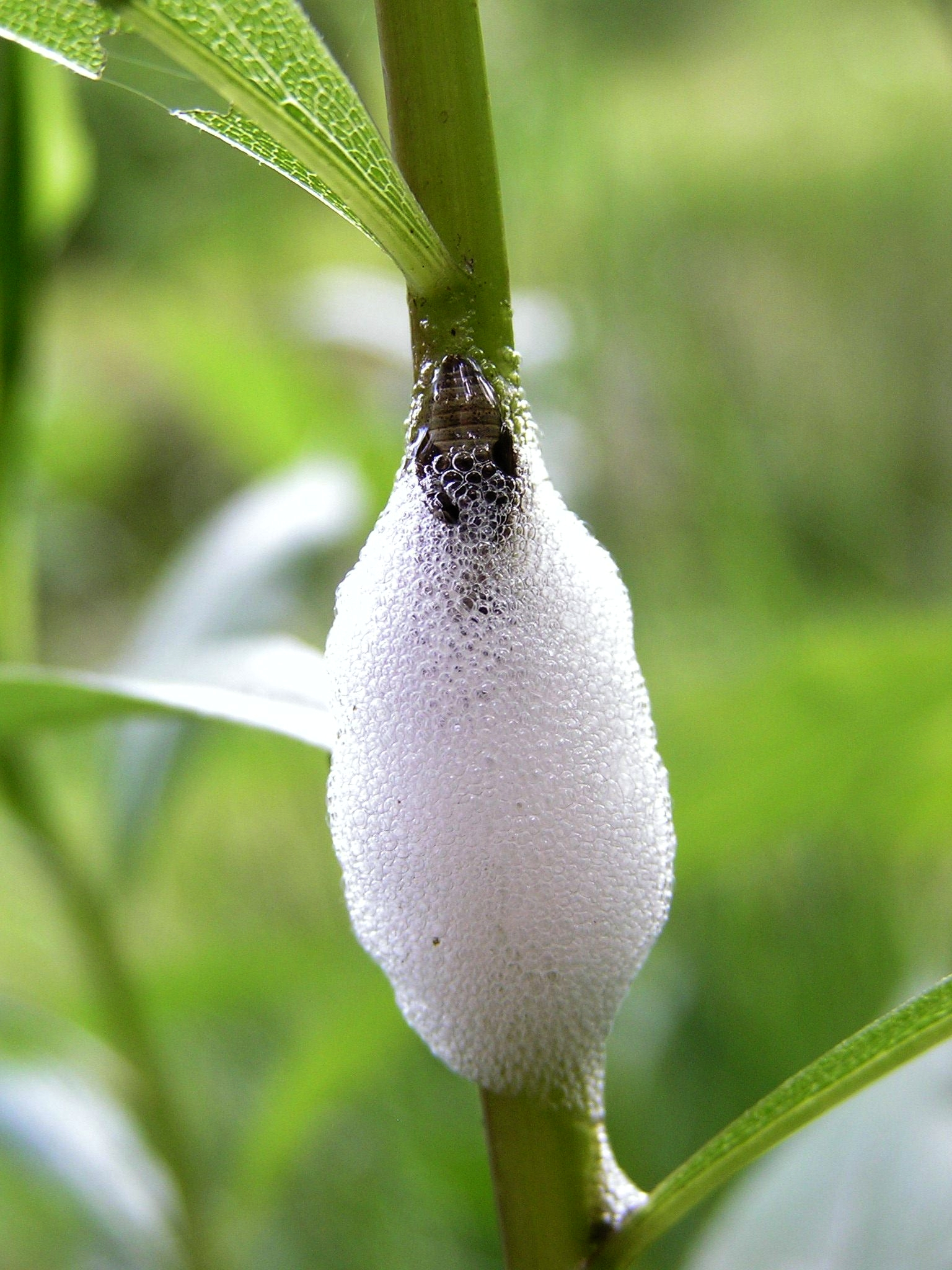
Sputacchina, seminascosta dalla schiuma.

Il nome comune degli Aphrophoridae fa riferimento alla singolare etologia degli stadi giovanili: come nella generalità dei Cercopoidei, neanidi e ninfe sono poco mobili e vivono immerse in una massa schiumosa simile alla saliva di uno sputo. La schiuma si forma facendo passare forzatamente gli escrementi liquidi frammisti ad aria, attraverso una doccia della faccia ventrale dell'addome, producendo bolle alquanto stabili.
A differenza degli stadi giovanili dei Cercopidi, che vivono sotto la superficie del terreno, le sputacchine vere vivono all'aperto, sulla parte epigeica delle piante, prevalentemente erbacee. La schiuma svolge perciò un'importante funzione di protezione, nascondendo l'insetto alla vista dei predatori, ma soprattutto proteggendolo dall'evaporazione. All'interno della massa schiumosa, infatti, l'umidità relativa si mantiene alta e la temperatura moderata, anche in condizioni di forte insolazione.
Il riferimento alla schiuma o alla saliva ricorre anche nel nome comune in altre lingue, come ad esempio in inglese (spittlebug, insetto sputo), in tedesco (Schaumzikade, cicala dalla schiuma) e in spagnolo (salivazo, sputo).

## Distribuzione e importanza

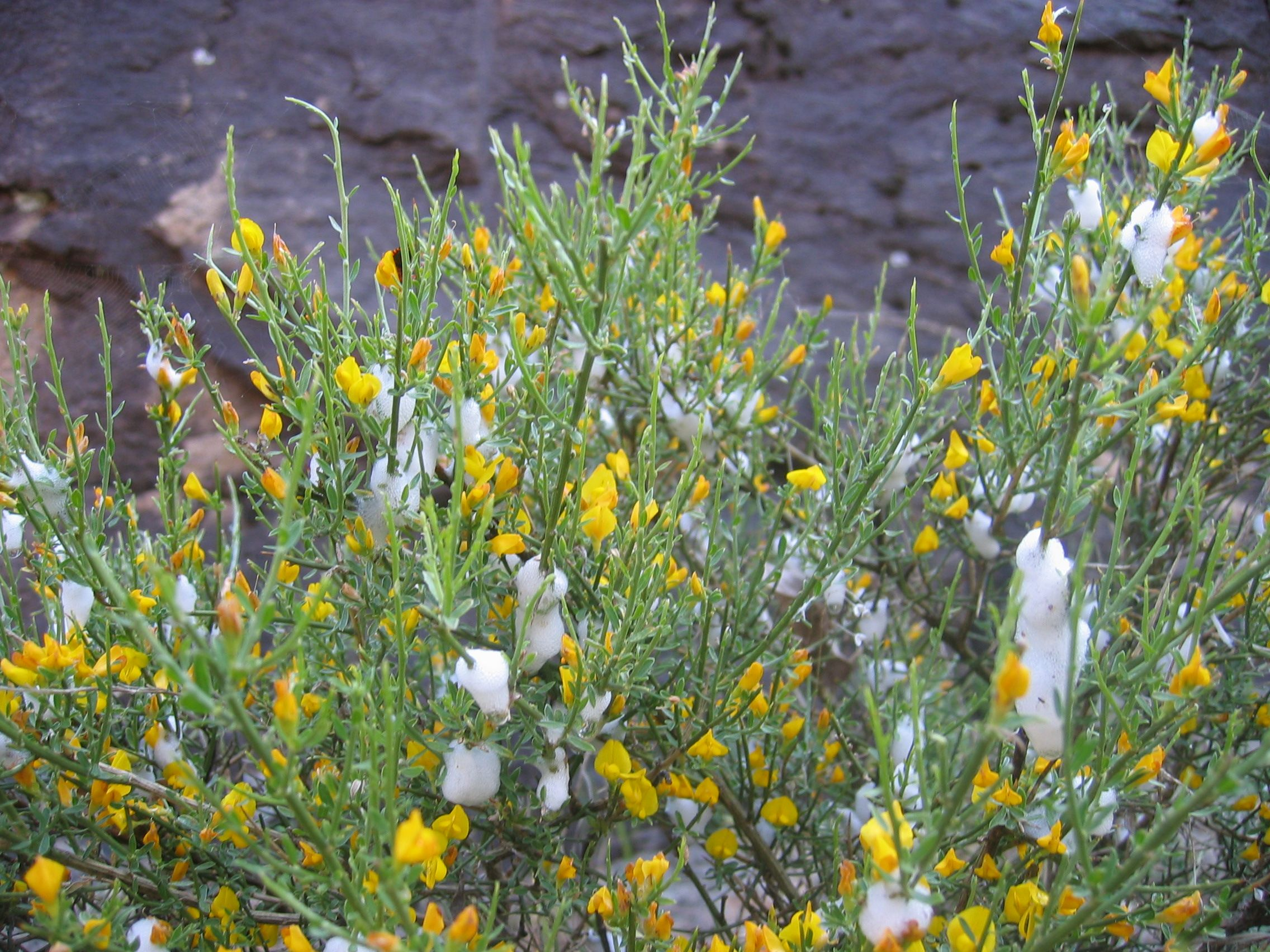
Copiosa proliferazione di sputacchine su ginestra.

La famiglia ha un'ampia distribuzione. In Europa alcune specie sono comunissime ed è facile individuare le masse schiumose, prodotte dalle neanidi, fissate sugli steli e sulle foglie.
In generale gli Aphrophoridae sono polifagi associati a piante erbacee, fra cui molte di interesse agrario. In condizioni di ordinarietà non sono particolarmente dannose, ma possono esserlo all'occorrenza in certe annate, con occasionali aumenti delle popolazioni, tali da provocare danni diretti o indiretti di un certo rilievo.
I danni diretti sono dovuti alle punture di nutrizione, che possono provocare decolorazioni e deformazioni. Quelli indiretti sono dovuti per lo più alla produzione della schiuma: oltre ad imbrattare alcuni prodotti causandone il deprezzamento, la letteratura cita che in particolari condizioni microclimatiche, come nelle serre, può accumularsi aumentando l'umidità relativa e favorendo la diffusione di funghi patogeni.
Va inoltre segnalato che gli adulti possono essere occasionali vettori della Xylella fastidiosa, agente eziologico di una batteriosi, nota come Malattia di Pierce, che colpisce in particolare ulivi e vite.

## Sistematica

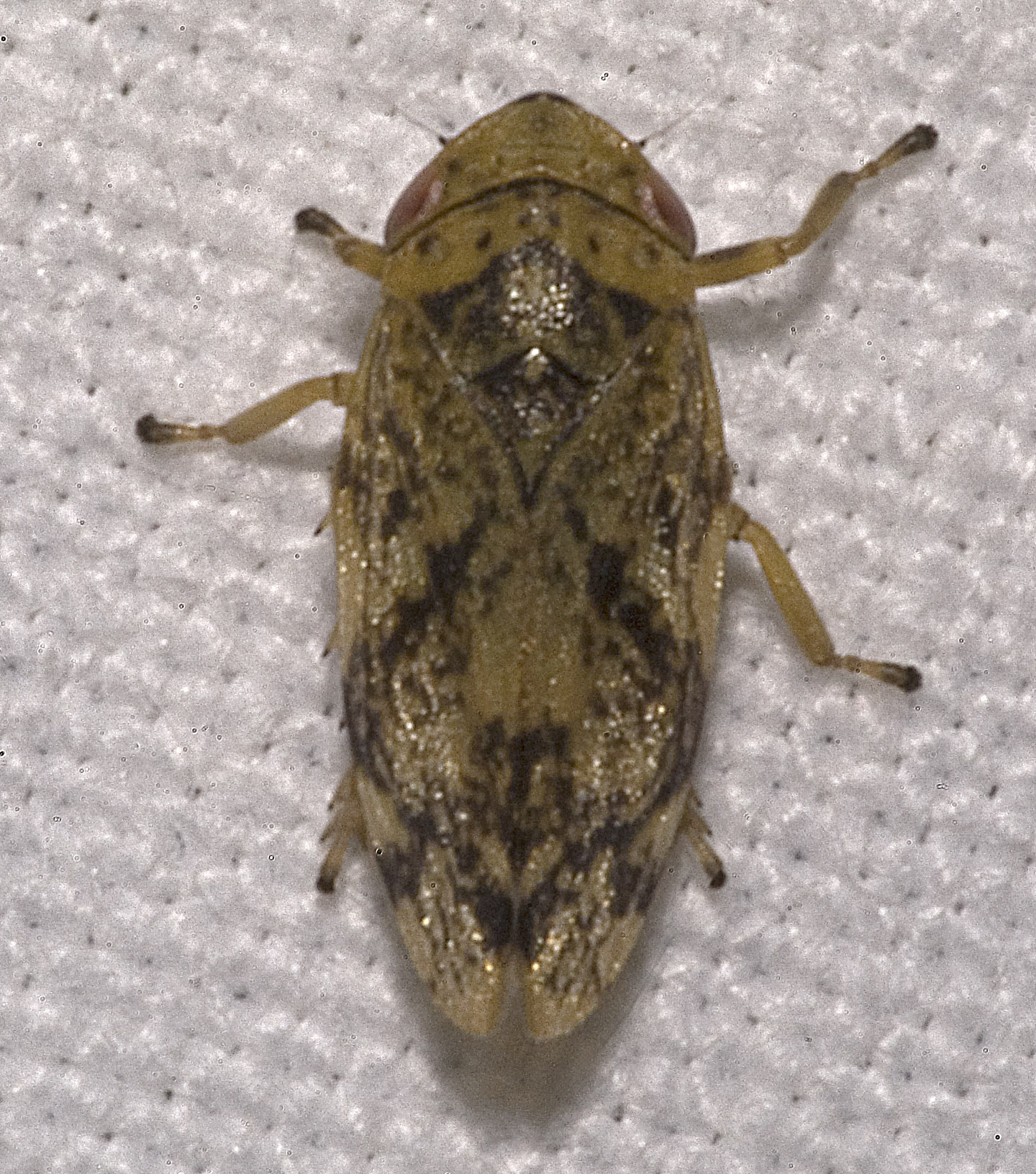
Philaenus spumarius.

Dopo i Cercopidae, gli Aphrophoridae sono la famiglia più numerosa fra i Cercopoidei. Sono descritte almeno 780 specie, ripartite fra circa 150 generi. Alcuni Autori attribuiscono agli Aphrophoridae il rango di sottofamiglia, con il nome Aphrophorinae, all'interno della famiglia dei Cercopidae.
In Europa sono presenti circa 30 specie ripartite fra i seguenti generi
- Aphrophora Germar 1821
- Lepyronia  Amyot & Serville 1843
- Mesoptyelus Matsumura 1904
- Neophilaenus Haupt 1935
- Paraphilaenus Vilbaste 1962
- Peuceptyelus Sahlberg 1871
- Philaenus Stål 1864

Tra le specie più comuni si citano le seguenti:
- Aphrophora alni, nota come sputacchina lunga, associata all'ontano;
- Philaenus spumarius, nota come sputacchina media, polifaga e occasionalmente dannosa alla vite, alla medica, alla fragola e a piante ornamentali;
- Lepyronia coleoptrata, nota come sputacchina larga, polifaga su piante erbacee e molto comune nell'Italia meridionale.